# Chaetolepis saturaeioides
Chaetolepis saturaeioides là một loài thực vật có hoa trong họ Mua. Loài này được (Griseb.) Cogn. mô tả khoa học đầu tiên.